# Vitamina

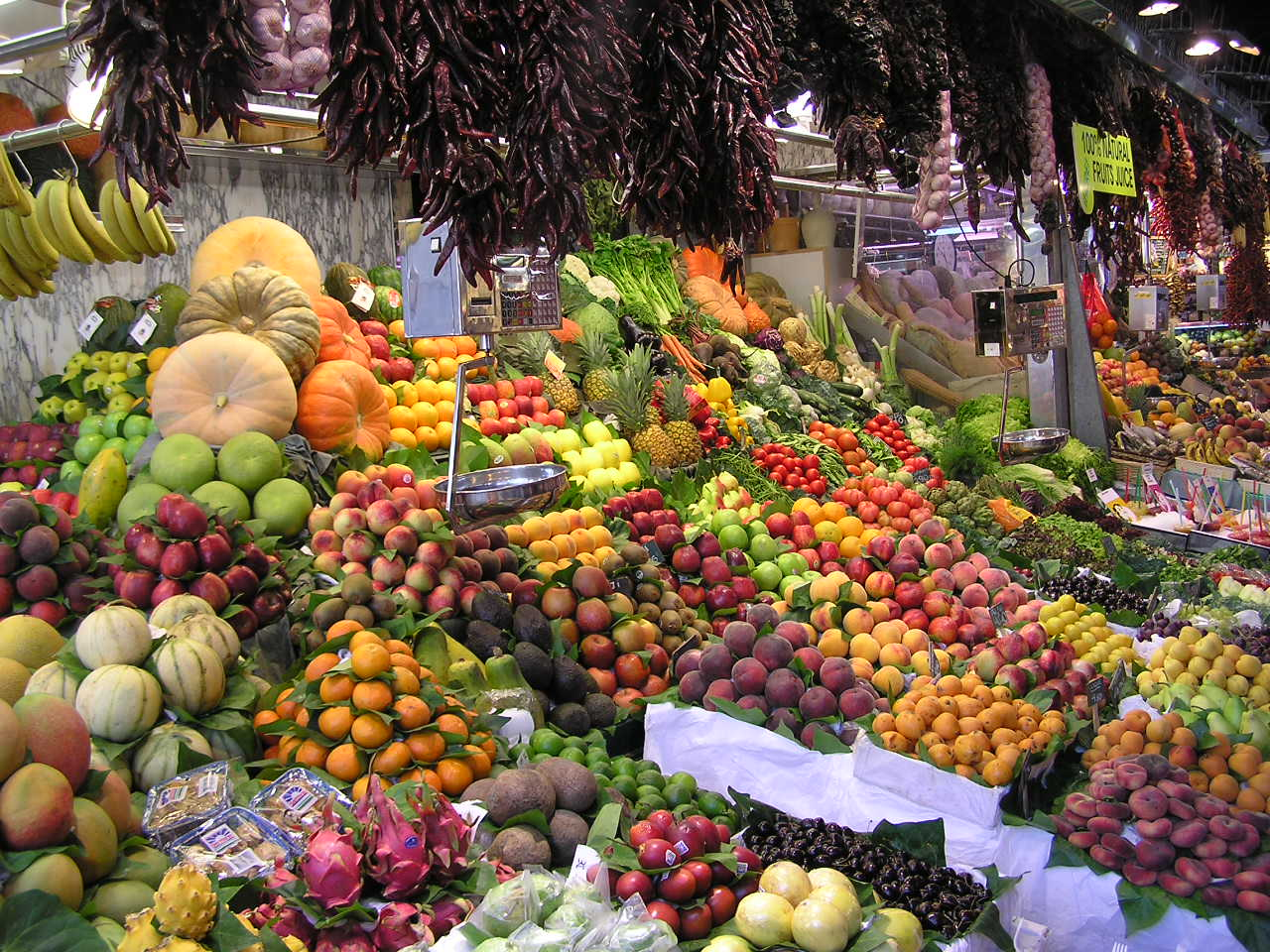
Les fruites i verdures són una font de vitamines.

Una vitamina és un compost orgànic que l'organisme necessita com a nutrient en petites quantitats. El terme “vitamina” va esdevenir popular a principis del s. XIX, a partir de la contracció de les paraules “vital” i “mineral”, malgrat que el significat de la paraula hagi evolucionat des d'aquell temps. Un compost és anomenat vitamina quan no pot ser sintetitzat en suficients quantitats per l'organisme i per això ha de ser obtingut a partir de la dieta. La necessitat d'una determinada vitamina depèn tant de l'organisme viu com de les circumstàncies en què aquest es troba. Per exemple, l'àcid ascòrbic (vitamina C) el necessiten alguns animals però no altres, o les vitamines D i K, es necessiten en la dieta humana només en certes circumstàncies. El terme vitamina no inclou altres nutrients essencials com els minerals, els àcids grassos essencials, els àcids nucleics essencials o molts altres nutrients promotors de la salut, però necessitats en menor freqüència.
Les vitamines es classifiquen segons les seves funcions biològiques i activitat química, no segons la seva estructura. Així, cada vitamina es relaciona amb els diferents components vitamínics que mostren l'activitat biològica associada a cada vitamina particular. Hi ha diferents composts químics agrupats sota una vitamina alfabetitzada, que els descriu genèricament, com per exemple la vitamina A, que inclou el retinal, retinol i quatre carotenoides coneguts. Els composts vitamínics solen ser interconvertits per l'organisme.
Les vitamines tenen diferents funcions bioquímiques, fins i tot funcions hormonals (ex.: la vitamina D), d'antioxidants (ex.: vitamina E) i de mediadors de la senyalització cel·lular, reguladors cel·lulars, creixement del teixit cel·lular i diferenciació cel·lular (ex.: vitamina A). La funció del major nombre de proteïnes (ex.: vitamina B) és la seva funció com a precursors del cofactor enzimàtic de biomolècules (coenzims), que participen per exemple en la catàlisi i substrats en el metabolisme. Quan actuen com a part de la catàlisi, les vitamines són enllaçades als enzims i anomenades grups prostètics. Per exemple, la biotina forma part dels enzims implicats en la síntesi d'àcids grassos. Les vitamines també actuen com a coenzims per transportar grups químics entre enzims. Per exemple, l'àcid fòlic transporta diverses formes de grups carbònics –metil, formil i metilè- a la cèl·lula. Tot i que aquestes funcions vitamíniques són les més conegudes, les altres funcions són igualment importants.
Fins al s. XX, les vitamines només s'obtenien ingerint aliments, de manera que els canvis en la dieta (que podrien donar-se per exemple en un determinat període de l'etapa de creixement) podien alterar el tipus i quantitat de vitamines ingerides. Des de fa diverses dècades, les vitamines poden ser sintetitzades químicament, de manera que hi ha una àmplia quantitat de pastilles que actuen com a suplements vitamínics (en forma de complement dietètic) per substituir les deficiències en la dieta, que no són cars i de fàcil disponibilitat.

## Història
| Any de descobriment | Vitamina                      | Font                                       |
| ------------------- | ----------------------------- | ------------------------------------------ |
| 1909                | Vitamina A (Retinol)          | Oli de fetge de bacallà                    |
| 1912                | Vitamina B1 (Tiamina)         | Arròs integral                             |
| 1912                | Vitamina C (Àcid ascòrbic)    | Llimona                                    |
| 1918                | Vitamina D (Calciferol)       | Oli de fetge de bacallà                    |
| 1920                | Vitamina B₂ (Riboflavina)     | ous                                        |
| 1922                | Vitamina E (Tocoferol)        | Oli de gèrmen de blat, Cosmètics and Fetge |
| 1926                | Vitamin B₁₂ (Cianocobalamina) | Fetge                                      |
| 1929                | Vitamina K (Filoquinona)      | Alfals                                     |
| 1931                | Vitamina B₅ (Àcid pantotènic) | Fetge                                      |
| 1931                | Vitamina B₇ (Biotina)         | Fetge                                      |
| 1934                | Vitamina B₆ (Pyridoxine)      | Arròs integral                             |
| 1936                | Vitamina B₃ (Niacina)         | Fetge                                      |
| 1941                | Vitamina B9 (Àcid fòlic)      | Fetge                                      |

El fet de menjar uns aliments determinats per tal de mantenir o conservar la salut ja es tenia en compte abans que les vitamines foren identificades. Els antics egipcis ja sabien que donar fetge a un pacient l'ajudaria a curar-se de la ceguesa nocturna, una malaltia que ara s'associa amb la deficiència de vitamina A. El desenvolupament dels viatges oceànics durant el Renaixement va provocar que els mariners no tinguessin accés a fruita i verdura fresca durant llargs períodes, i emmalaltien per deficiències vitamíniques.
L'any 1749 James Lind va descobrir que els cítrics ajudaven en la prevenció de l'escorbut, una malaltia que pot ser mortal, en què la col·làgena no està ben formada, i causa problemes en la cicatrització de ferides, sagnat de genives, forts dolors i mort. L'any 1753, Lind publica Tractat sobre l'escorbut, en què recomanava utilitzar llimones i llimes per tal d'evitar l'escorbut, tècnica que fou adoptada per la Reial Marina Britànica. Per això els mariners d'aquesta organització eren coneguts com a “Limey” (de "llima" en anglès, que és lime). El descobriment de Lind, però, no va ser acceptat pels membres de la Reial Marina de l'Àrtic durant les expedicions de s. XIX, que pensaven que, per prevenir l'escorbut, calia tenir unes bones condicions higièniques, fer exercici regularment i mantenir la moral de la tripulació a bord en comptes de dur una dieta basada en aliments frescs. Com a resultat, les expedicions a l'Àrtida continuaren patint escorbut i altres malalties per deficiències alimentàries. A principis del s. XX, quan Robert Falcon Scott dugué a terme dues expedicions a l'Antàrtic, la teoria mèdica deia que l'escorbut era causat per aliments en conserva defectuosos o fets malbé.
A finals del s. XVIII i principis del s. XIX diferents estudis van permetre als científics identificar algunes vitamines. Al principi, els lípids de l'oli de peix eren utilitzats per a curar el raquitisme en les rates, i el nutrient liposoluble fou anomenat antiraquític A. Així, doncs, la primera bioactivitat vitamínica mai aïllada, que curava el raquitisme, s'anomenà inicialment vitamina A, tot i que actualment la bioactivitat d'aquest component s'anomena vitamina D. L'any 1881, el cirurgià rus Nikolai Lunin va estudiar els efectes de l'escorbut a La Universitat de Tartu (actual Estònia). Va alimentar ratolins amb una mescla artificial de tots els constituents de la llet separats coneguts fins llavors, concretament proteïnes, greixos, carbohidrats i sals. El ratolí que va ser alimentat amb aquesta mescla va morir, mentre que el que va ser alimentat amb llet normal es va desenvolupar amb normalitat. La seva conclusió va ser que els aliments naturals com per exemple la llet han de contenir, a més dels constituents ja coneguts, altres substàncies desconegudes en petites quantitats essencials per a la vida. No obstant això, les seves conclusions foren rebutjades per altres investigadors que no varen ser capaços de repetir aquests resultats. La principal diferència fou que ell va utilitzar sucrosa, mentre que els altres investigadors utilitzaren el sucre de la llet (lactosa), que contenia petites quantitats de vitamina B.

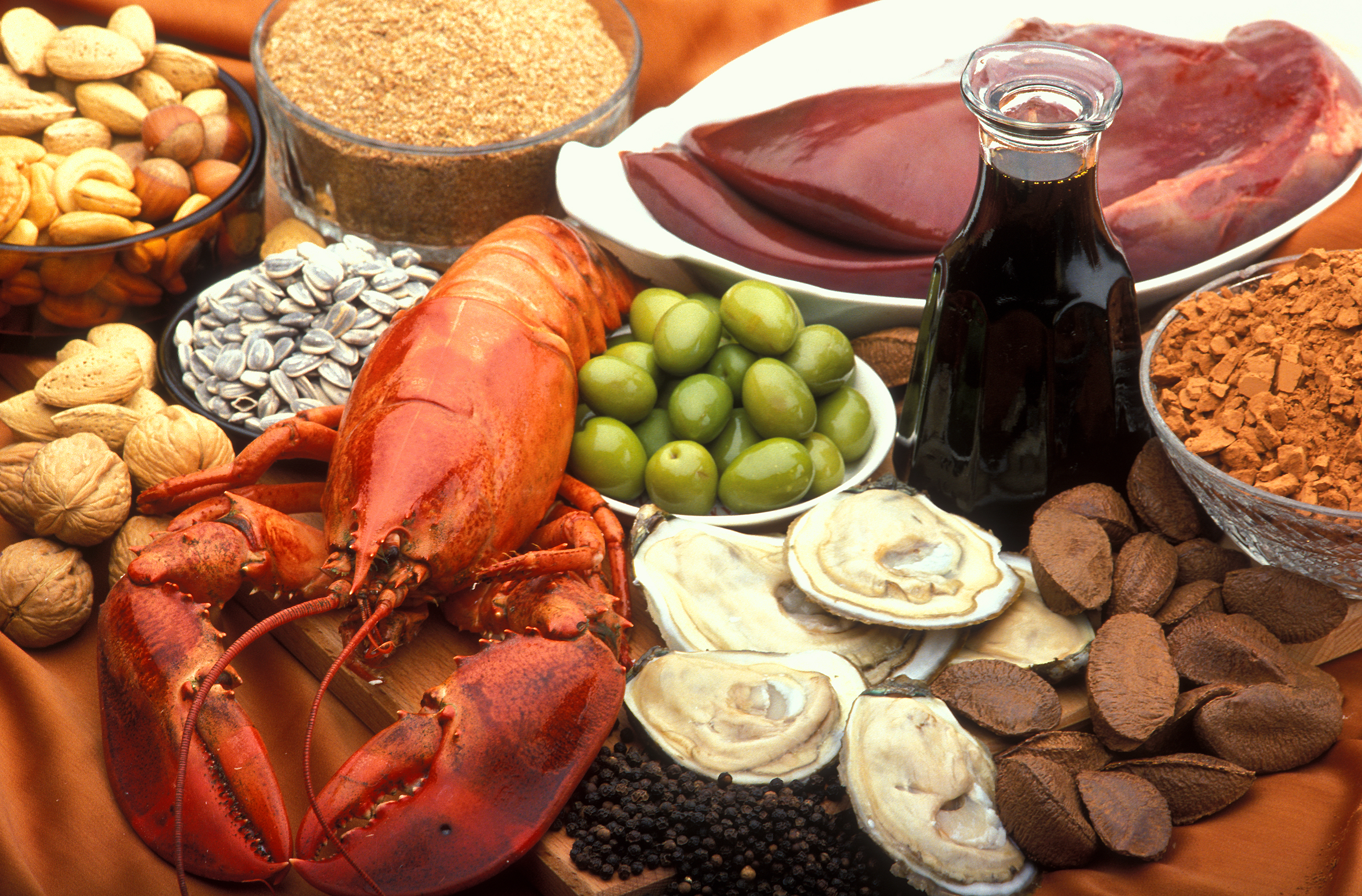
Els antics egipcis s'adonaren que donant fetge als malalts de ceguesa nocturna podien curar-los

A l'est d'Àsia, on l'arròs blanc lliure de pela era un plat comú en la població de classe mitjana, el beri-beri resultant de la falta de vitamina B1 era endèmic. L'any 1884, en Takaki Kanehiro, un qualificat doctor britànic de la Marina Imperial Japonesa, observà que el beri-beri era endèmic en la tripulació de baix rang que generalment no consumien res més que arròs, mentre que les tripulacions de marines occidentals i d'oficials que consumien una dieta d'estil occidental no s'observava aquesta malaltia. Amb el suport de la Marina Japonesa Imperial, va experimentar utilitzant les tripulacions de dos cuirassats: una tripulació fou alimentada només amb arròs blanc, mentre que la segona en fou alimentada amb una dieta d'arròs, carn, peix, ordi i mongetes. El grup que havia sigut alimentat amb arròs blanc enregistrà 161 malalts de beri-beri i 25 morts, mentre que en el segon grup es diagnosticaren 14 casos de beri-beri i cap mort. Això va convèncer Kanehiro i la Marina Japonesa Imperial que la dieta era la causa del beri-beri, però erròniament pensaren que quantitats suficients de proteïna podien prevenir la malaltia. Que les malalties podien tindre la seva arrel en deficiències alimentàries va ser investigat per Christiaan Eijkman, que l'any 1897 va descobrir que alimentar amb arròs integral en comptes d'arròs blanc els pollastres ajudava a prevenir el beri-beri a aquests animals. L'any següent, Frederick Hopkins postulà que alguns aliments contenien “factors accessoris” – deixant de banda les proteïnes, carbohidrats, greixos, etç- que eren necessaris per al funcionament del cos humà. Hopkins i Eijkman van rebre el Premi Nobel de Fisiologia o Medicina l'any 1929 pel seu descobriment d'algunes vitamines.
L'any 1910, el científic japonès Umetaro Suzuki aconseguí extreure un complex hidrosoluble de micronutrients d'una mena d'arròs i l'anomenà àcid abèric. Va publicar aquest descobriment en una revista científica japonesa. Quan el seu article fou traduït a l'alemany, s'ometé que s'havia descobert un nou nutrient, cosa que sí que es deia en l'article original i feu perdre pes i repercussió a l'article. L'any 1912 el bioquímic polonès Kazimierz Funk va aïllar el mateix complex de micronutrients i proposà anomenar-lo vitamina (vitamine en anglès, contracció de vital amine). Aquest nou nom aviat fou considerat sinònim dels “factors accessoris” de Hopkins, però durant aquella època es va descobrir que no totes les vitamines eren amines, tot i que la paraula seguia en funcionament. Per això, l'any 1920, Jack Cecil Drummond proposà suprimir l'última lletra de vitamine, després que es descobrís que la vitamina C no tenia cap component amina.
L'any 1931, Albert Szent-Györgyi i l'investigador Joseph Svirbely descobriren que l'àcid hexurònic era realment vitamina C i que tenia activitat antiescorbútica. L'any 1937, Szent-Györgyi va rebre el Premi Nobel de Fisiologia o Medicina pel seu descobriment. L'any 1943 Edward Adelbert Doisy i Henrik Dam van rebre el mateix Premi Nobel pel descobriment de la vitamina K i de la seva estructura química. L'any 1967, George Wald guanyà també el Premi Nobel (juntament amb Ragnar Granit i Haldan Keffer Hartline) pel descobriment que la vitamina A podia participar directament en el procés fisiològic.

## En humans
Les vitamines són classificades en hidrosolubles o liposolubles. En els humans trobem 13 tipus de vitamines: 4 liposolubles (A,D,E i K) i 9 hidrosolubles (8 tipus de vitamina B i la vitamina C). Les vitamines hidrosolubles es dissolen fàcilment en l'aigua i són per tant fàcilment excretades pel cos, fins al punt que l'anàlisi d'orina és un bon indicador del consum de vitamines. A causa del fet que les vitamines hidrosolubles no tenen tendència a ser emmagatzemades, la seva ingesta diària és molt important. Alguns tipus de vitamines hidrosolubles poden ser sintetitzades pels bacteris. Les vitamines liposolubles són absorbides pel tracte intestinal amb l'ajuda dels lípids (greix). A causa del fet que les vitamines liposolubles tenen més tendència a emmagatzemar-se, també tenen més tendència a poder produir hipervitaminosi que no pas les vitamines hidrosolubles. La regulació de vitamines liposolubles és particularment significativa en la fibrosi quística.

## Llista de vitamines
| Nom descriptor de la vitamina | Nom químic de la vitamina (llista no completa)                | Solubilitat | Quantitat diària recomanada (humà, edat: 19–70) | Malalties de deficiència                                                                          | Màxim recomanat (UL/day) | Malalties d'excés                                                                     |
| ----------------------------- | ------------------------------------------------------------- | ----------- | ----------------------------------------------- | ------------------------------------------------------------------------------------------------- | ------------------------ | ------------------------------------------------------------------------------------- |
| Vitamina A                    | Retinol, retinal, diferents retinoides, i quatre carotenoids) | Lipo        | 900 µg                                          | Ceguesa nocturna i Queratomalàcia                                                                 | 3,000 µg                 | Hipervitaminosi A                                                                     |
| Vitamina B1                   | Tiamina                                                       | Hidro       | 1.2 mg                                          | Beri-beri, Síndrome Wernicke-Korsakoff                                                            | N/D                      | Somnolència o relaxació muscular en dosis grans                                       |
| Vitamina B₂                   | Riboflavina                                                   | Hidro       | 1.3 mg                                          | Ariboflavinosi                                                                                    | N/D                      |                                                                                       |
| Vitamina B₃                   | Niacina, niacinamida                                          | Hidro       | 16.0 mg                                         | Pel·lagra                                                                                         | 35.0 mg                  | Danys al fetge (dosis > 2g/dia) i altres problemes                                    |
| Vitamina B₅                   | Àcid pantotènic                                               | Hidro       | 5.0 mg                                          | Parestèsia                                                                                        | N/D                      | Diarrea; nàusees i acidesa estomacal.                                                 |
| Vitamina B₆                   | Piridoxina, piridoxamina, piridoxal                           | Hidro       | 1.3–1.7 mg                                      | Anèmia i neuropatia perifèrica.                                                                   | 100 mg                   | Deteriorament nerviós i de propiocepció (dosis > 100 mg/dia)                          |
| Vitamina B₇                   | Biotina                                                       | Hidro       | 30.0 µg                                         | Dermatitis, enteritis                                                                             | N/D                      |                                                                                       |
| Vitamina B9                   | Àcid fòlic, àcid folínic                                      | Hidro       | 400 µg                                          | Deficiències durant l'embaràs s'associen amb defectes dels nounats, com defectes en el tub neural | 1,000 µg                 | Poden emmascarar els símptomes de la deficiència de vitamina B₁₂; i altres problemes. |
| Vitamina B₁₂                  | Cianocobalamina, hidroxicobalamina, metilcobalamina           | Hidro       | 2.4 µg                                          | Anèmia megaloblàstica                                                                             | N/D                      | Toxicitat no coneguda                                                                 |
| Vitamina C                    | Àcid ascòrbic                                                 | Hidro       | 90.0 mg                                         | Escorbut                                                                                          | 2,000 mg                 | Sobredosi deVitamina C                                                                |
| Vitamina D                    | Ergocalciferol, colecalciferol                                | Lipo        | 5.0 µg–10 µg                                    | Raquitisme i osteomalàcia                                                                         | 50 µg                    | Hipervitaminosi D                                                                     |
| Vitamina E                    | Tocoferols, tocotrienols                                      | Lipo        | 15.0 mg                                         | Deficiència estranya; anèmia lleu en nounats                                                      | 1,000 mg                 | Augment de la insuficiència cardíaca congestiva vist en un gran estudi aleatoritzat   |
| Vitamina K                    | Filoquinona, menaquinona                                      | Lipo        | 120 µg                                          | Diatèsi hemorràgica                                                                               | N/D                      | Augment de la coagulació en pacients que prenen warfrina.                             |

### Vitamineshidrosolubles
- Complex B
  - Vitamina B1 o tiamina (antineurítica)
  - Vitamina B2 o riboflavina
  - Vitamina B3, vitamina PP o niacina
  - Vitamina B5 o àcid pantotènic
  - Vitamina B6 o piridoxina
  - Vitamina B8, vitamina H o biotina
  - Vitamina B9, vitamina M o àcid fòlic
  - Vitamina B₁₂ o cianocobalamina
- Vitamina C o àcid ascòrbic (antiescorbútica)

### Vitaminesliposolubles
- Vitamina A o retinol
- Vitamina D o colecalciferol (antiraquítica)

Actualment la vitamina D no es considera una vitamina, sinó una hormona.
- Vitamina E o tocoferol
- Vitamina K o naftoquinona (antihemorràgica)

## En malalties nutricionals
Les vitamines són essencials per al creixement normal i el desenvolupament dels organismes pluricel·lulars. Utilitzant el mapa genètic heretat dels pares, el fetus comença a desenvolupar-se, des del moment de la concepció, pels nutrients que absorbeix. Això requereix certes vitamines i minerals en determinants moments del creixement. Aquests nutrients faciliten les reaccions químiques que donen lloc, entre altres coses, a la pell, ossos i músculs. En cas que hi hagi una deficiència important d'un o més d'aquests nutrients, l'infant pot ser que es desenvolupi amb una malaltia associada a la deficiència. Fins i tot deficiències de poca importància poden causar danys permanents.
Majoritàriament, les vitamines són obtingudes pel cos a partir dels aliments, però algunes poques se n'obtenen d'altres fonts. Per exemple, els microorganismes intestinals -altrament coneguts com a flora intestinal- produeixen la vitamina K i la biotina, mentre que una forma de la vitamina D és sintetitzada en la pell amb l'ajuda de la radiació ultraviolada de la llum solar. Els humans poden produir algunes vitamines dels precursors que consumeixen. Per exemple, la vitamina A produïda a partir de la beta-carotina, o la niacina, a partir de l'aminoàcid triptòfan.
Un cop que el creixement s'ha completat, les vitamines continuen sent nutrients essencials per mantenir les cèl·lules sanes, els teixits i òrgans que formen els organismes pluricel·lulars; també permeten que les formes pluricel·lulars de vida utilitzen eficientment l'energia química dels aliments que ingereixen, i ajuden a processar les proteïnes, carbohidrats i greixos necessaris per a la respiració.

### Deficiències
Com que el cos humà no pot emmagatzemar la majoria de vitamines, les persones han d'ingerir-les regularment per evitar malalties relacionades al dèficit vitamínic. La capacitat d'emmagatzemar vitamines del cos és diferent per a cada tipus de vitamina; les vitamines A, D i B12 s'emmagatzemen en quantitats importants en el cos, principalment al fetge, i per això la dieta d'un adult ha de ser pobre en aquestes vitamines abans de desenvolupar malalties de dèficit vitamínic associades a aquestes vitamines. La vitamina B3 no pot ser emmagatzemada pel cos en quantitats gaire importants, així que les malalties es manifestarien en poques setmanes. Les deficiències vitamíniques es classifiquen en primàries i secundàries. Les deficiències vitamíniques primàries es donen quan un organisme no obté prou quantitat d'aquella vitamina en els aliments. Les deficiències vitamíniques secundàries es donen quan un trastorn subjacent impedeix o limita l'absorció o l'ús de la vitamina, per un “factor d'estil de vida” com per exemple fumar, consumir alcohol en excés o utilitzar medicaments que interfereixen en l'ús o absorció de la vitamina. La gent que té una dieta variada tampoc té gaire probabilitat de patir un trastorn vitamínic primari. Contràriament, les dietes restrictives o poc variades augmenten les probabilitats de desenvolupar trastorns vitamínics primaris, que podrien arribar a conduir a malalties doloroses o fins i tot mortals.
Algunes deficiències vitamíniques humanes ben conegudes inclouen la tiamina (beri-beri), la niacina (pel·lagra), la vitamina C (escorbut) i la vitamina D (raquitisme). En el primer món, aquestes malalties són estranyes, en primer lloc per l'àmplia varietat d'aliments; i en segon lloc, per l'addició de vitamines i minerals en aliments comuns, anomenat fortificació d'aliments. A més a més, cal dir d'aquestes clàssiques malalties de dèficit vitamínic, que recentment i a partir d'alguns estudis, s'ha relacionat les deficiències vitamíniques amb un gran nombre de diferents trastorns de salut.

### Recomanacions per a evitar deficiències de vitamines
La principal font de vitamines són els vegetals crus, per això, s'ha d'igualar o superar la consumició recomanada de 5 racions de vegetals o fruites fresques al dia.
S'han d'evitar els processos que produeixin pèrdues de vitamines en excés:
- S'ha d'evitar cuinar els aliments en excés, a molta temperatura o durant molt de temps.
- Ficar els aliments que s'hagin de coure en aigua ja bullint, en comptes de portar l'aigua a ebullició amb ells dins.
- Evitar que els aliments estiguin preparats (cuinats, trossejats o espremuts), molt de temps abans de menjar-los.
- La pell de les fruites o la clova dels cereals contenen moltes vitamines, per la qual cosa no és convenient treure-la.
- Escollir bé els aliments a l'hora de comprar-los; una millor qualitat equival a un major valor nutritiu.

Encara que la majoria dels processaments perjudiquen el contingut vitamínic, alguns processos biològics poden incrementar el contingut de vitamines en els aliments. Alguns en són:
- La fermentació del pa, formatges o altres aliments.
- La fabricació de iogurt mitjançant bacteris.
- El curat de pernils i embotits.
- El germinat de llavors, per a amanides.

Els processos industrials normalment solen destruir les vitamines. Però algun en pot ajudar a fer que es redueixin les pèrdues:
- El vaporitzat de l'arròs aconsegueix que les vitamines i minerals de la closca s'enganxin al cor de l'arròs i no es perdi tant en treure la clova.

S'ha de recordar que l'arròs amb clova té 5 vegades més vitamina B1 (i d'altres vitamines) que el pelat.
- La ultracongelació permet conservar les propietats dels aliments millor que la congelació casolana. Si es fa bé, pot aconseguir-se que un aliment congelat tingui més vitamines que el mateix comprat fresc.
- Els processos d'esterilizació UHT, molt ràpids, eviten un excés de pèrdues vitamíniques que un procés més lent. També pot neutralitzar l'efecte d'alguns enzims destructors de vitamines com les que es troben disperses en el suc de taronja.

### Efectes secundaris i sobredosi
En grans dosis, algunes vitamines, s'ha vist que tenen efectes secundaris, que tendeixen a ser més greus a mesura que augmenten com més grans siguin les dosis. La probabilitat de consumir massa quantitat d'alguna vitamina dels aliments és remota, però el que generalment es dona és la sobredosi de complements vitamínics. Aquests excessos poden donar lloc a nàusees, diarrees i vòmits.
Quan aquests efectes secundaris apareixen, recuperar-se s'aconsegueix sovint reduint les dosis de suplement vitamínic. Les concentracions que un individu pot tolerar varien àmpliament, i sembla que estan relacionades amb l'edat i l'estat de salut de l'individu. Als Estats Units, es van detectar l'any 2004 62.562 casos de sobredosi d'algun tipus de vitamina, on quasi el 80% d'aquests casos eren nens menors de 6 anys, i 53 casos duien a problemes de salut perillosos per a la vida, i 3 morts, un nombre petit si el comparem amb les 19.250 morts degudes a intoxicacions accidentals de tota mena als Estats Units durant el mateix any (2004).

## Suplements
Els suplements dietètics, que molt sovint inclouen vitamines, són utilitzats per a assegurar-se que les quantitats adequades de nutrients són obtingudes diàriament, si les quantitats òptimes de nutrients no poden obtenir-se amb una dieta variada. Les evidències científiques donen suport als beneficis d'alguns suplements vitamínics en determinades condicions de salut, però n'hi ha d'altres que necessiten més estudis per poder comprovar els beneficis de salut. En alguns casos, els suplements vitamínics poden tenir efectes indesitjats, especialment si s'han pres abans d'una operació, o amb altres suplements alimentaris o medicaments, o si la persona els pren en determinades condicions de salut. Els suplements alimentaris a vegades contenen nivells de vitamines més altes que les que obtindríem directament dels aliments.
Una metanàlisi publicada l'any 2006 suggeria que els suplements de vitamina A i E no sols no proporcionen efectes tangibles en la salut per a la majoria d'individus, si no que fins i tot incrementen la mortalitat, malgrat que dos grans estudis incloïen en l'anàlisi fumadors, en què ja se sabia que els suplements de beta-carotens podien ser nocius. En un altre estudi (maig del 2009) es demostrà que els antioxidants com la vitamina C i la E poden reduir alguns dels beneficis de l'exercici.

### Regulació del govern dels suplements vitamínics
La majoria d'estats situen els suplements alimentaris en una categoria especial sota la categoria general d'aliments, no dels medicaments. Això fa que els fabricants, i no el govern, siguin els responsables que els suplements alimentaris siguin segurs pels consumidors abans que es comercialitzin. A diferència dels medicaments, que han de demostrar ser segurs i efectius abans de ser comercialitzats, a vegades els suplements alimentaris no passen prou controls com per assegurar-ne l'efectivitat o la seguretat abans d'arribar al consumidor. També a diferència dels medicaments, els fabricants i distribuïdors no estan obligats a informar de les reclamacions per lesions o malalties que probablement estiguin relacionades amb el consum dels seus productes.

## Noms
| Nom inicial | Nom químic               | Raó del canvi                                                         |
| ----------- | ------------------------ | --------------------------------------------------------------------- |
| Vitamina B₄ | Adenina                  | Metabòlit del DNA                                                     |
| Vitamina B₈ | Àcid adenílic            | Metabòlit del DNA                                                     |
| Vitamina F  | Àcids grassos essencials | Necessitat en grans quantitats (no compleix la definició de vitamina) |
| Vitamina G  | Riboflavina              | Reclassificada com a vitamina B₂                                      |
| Vitamina H  | Biotina                  | Reclassificada com a vitamina B₇                                      |
| Vitamina J  | Catecol, Flavina         | Metabòlit proteic                                                     |
| Vitamina L1 | Àcid antranílic          | Metabòlit proteic                                                     |
| Vitamina L₂ | Adeniltiometillpentosa   | Metabòlit del DNA                                                     |
| Vitamina M  | Àcid fòlic               | Reclassificada com a vitamina B9                                      |
| Vitamina O  | Carnitina                | Metabòlit proteic                                                     |
| Vitamina P  | Flavonoids               | No considerats vitamines                                              |
| Vitamina PP | Niacina                  | Reclassificada com a vitamina B₃                                      |
| Vitamina U  | S-Metilmetionina         | Metabòlit proteic                                                     |

La raó que les vitamines saltin de la E fins a la K és a causa del fet que les vitamines que van de la F a la J s'han reclassificat al llarg del temps, descartades com a vitamines falses o bé van patir un canvi de nom per la seva relació amb la vitamina B, que va esdevenir un complex de vitamines. Els científics alemanys que van aïllar i descriure la vitamina K (a més d'anomenar-la com a tal) descobriren que la vitamina està íntimament involucrada en la coagulació (Koagulation) de la sang en la cicatrització. Com en aquella època gairebé totes les lletres de la F a la J havien sigut ja designades, la lletra K va semblar la millor opció. La taula mostra la supressió de vitamines com a tals o el canvi de nom d'aquelles proteïnes que van esdevenir part del complex de la vitamina B.